# Lee-Enfield No 5 MK1 "Jungle Carbine"

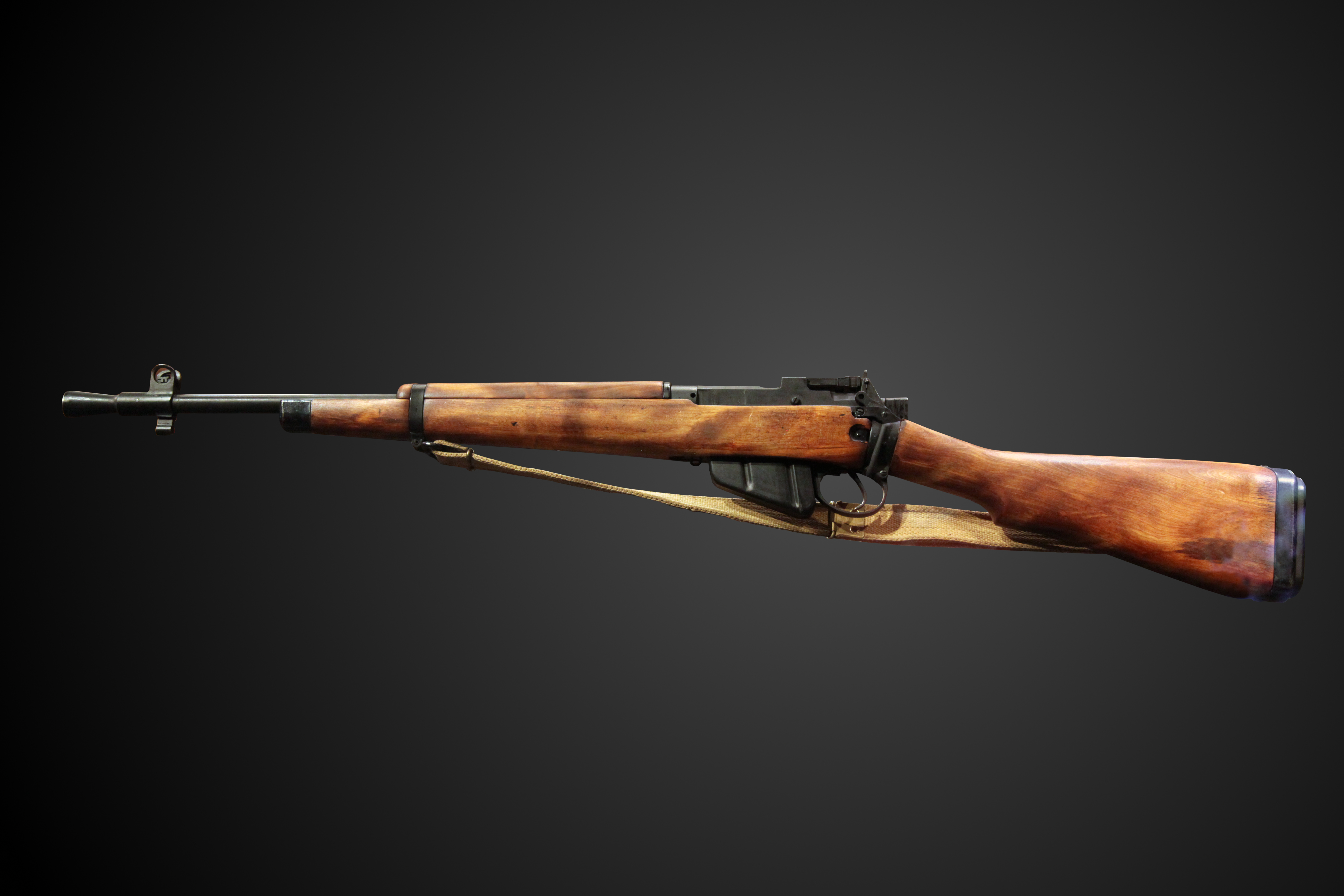
Une Lee-Enfield No 5 MK1 "Jungle Carbine" (Parachute Regiment and Airborne Forces Museum de Duxford).

Le Lee-Enfield N°5 Mk1 dite "Carabine de Jungle" est une version raccourcie et allégée du fusil Lee Enfield n° 4. 
Conçue vers 1943, adoptée et produite par l'armée britannique dès 1944, elle fut utilisée en majorité sur le front du Pacifique, notamment en Birmanie en 1944 et 1945 contre le Japon. Appréciée des soldats britanniques qui l'ont côtoyée, elle connut une très courte carrière, puisque retirée du service en 1947 à cause de problèmes techniques. Elle fut néanmoins employée par la jeune Armée birmane après 1948.
Fascinant les collectionneurs, appréciée par les tireurs sportifs pour sa vivacité lors du tir, elle a donné lieu à une réplique fabriquée aux États-Unis.

## Historique

### Contexte de création
Le Lee-Enfield N°5 est approuvé officiellement le 21 mars 1944 par l'armée britannique, mais ne sera qu'officiellement adopté que le 12 septembre 1944. Pourtant, des exemplaires seront commandés à hauteur de 100 000 unités dès décembre 1943. 
Cette arme, d'origine britannique, est née du besoin d'avoir une arme plus légère pour les combattants engagés sur le front du Pacifique. En effet, le Lee Enfield N°4, bien que réputé précis, fiable et simple d'emploi, avait le défaut d'être lourd et trop encombrant pour des soldats explorant un environnement difficile. 

#### Premières innovations, du Lee-Enfield N°5 "Lightened Rifle" au...
Les premières innovations pour rendre plus léger le Lee Enfield N°4, furent notamment, de raccourcir le fût, comme les armuriers le faisaient déjà sur les carabines de chasse depuis bien longtemps (cf. le fusil Gras très souvent modifié en carabine de chasse). Seulement, cela n'était pas suffisant. L'armée britannique prit donc la décision qu'il fallait raccourcir le canon et en enlevant du métal partout où cela serait possible. Or, soulignons bien que raccourcir un canon nécessite par la suite un ajustement des organes de visées (ce que l'armée britannique fera en abaissant les hausses qui étaient à 1 300 yards sur le Lee Enfield N°4, à, par la suite, 800 yards pour les hausses du Lee-Enfield N°5). Cela a également pour effet d'impacter la précision, d'impliquer une lueur de départ plus importante ainsi qu'un recul plus puissant à l'arme. Mais malgré tout, la carabine est devenue beaucoup moins lourde, ce qui était l'objectif de départ. D'autres allègements mineurs furent exécutés par la suite, mais ils ont bien peu d'impact sur la masse finale (entre autres, fraisage de la gâchette, allègement du boulon assemblant la crosse au reste de l'arme, etc.). 
Le schéma final se dessinant, l'armée britannique fit donc produire un premier lot de 32 fusils en décembre 1943 à l'usine de Fazakerley. Toutes les armes de ce lot, seront gravées à la machine du préfixe "SE" et seront datées 2/44 ou 3/44. Après ce premier lot, on commande le même mois près de 100 000 Lee-Enfield N°5 à l'usine de Fazakerley.
Elle sera d'abord surnommée "Lightened Rifle" (soit fusil allégé) avant de se trouver affublée d'un autre surnom, "Jungle Carbine" (Soit, Carabine de Jungle)

#### ...au Lee-Enfield N°5 Mk1 "Jungle Carbine", Ajustements et version finale
Le lot de trente-deux fusils fut mis en essai en corps de troupe. On en retira quelques problèmes, notamment sur l'avant du fût, sujet aux coups et à la casse. Fazakerley conçut donc en mai 1944 un capuchon en acier afin de le protéger. Ce capuchon épousait d'abord la forme arrondie de l'avant du fût, avant d'évoluer vers une forme plus facile à manufacturer, avec un capuchon à bout plat. On s'apercevra par la suite que ce capuchon est une fausse-bonne idée, il avait, en effet, une fâcheuse tendance à accumuler de l'eau et de l'humidité favorisant ainsi, l'apparition de rouille sur le canon et une détérioration rapide du bois du fût. C'est pourquoi beaucoup de ces armes ne seront pas livrées avec ce fameux capuchon.
Nous l'avons dit plus haut, mais la lueur du tir est beaucoup plus importante sur le Lee-Enfield N°5 que sur le Lee-Enfield N°4. C'est à ce sujet que l'arme sera dotée d'un cache-flamme intégré. On rajoutera également un pontet latéral à la plaque de couche, donnant ainsi l'aspect final de cette carabine. Enfin terminée, son nom évolue de Lee-Enfield N°5 "Lightened Rifle" à Lee-Enfield N°5 Mk1 "Jungle Carbine"

### Fin de vie de la "Jungle Carbine"
La production et l'utilisation par les Britanniques cessa en fin 1947. Cette fin de production fût causée par un problème de taille, inhérent à la conception du "Jungle Carbine". C'est un phénomène qui sera par la suite nommé "Wandering Zero" par les Britanniques (soit, zéro baladeur en bon français).
Contrairement à une idée reçue, la cessation de production ne fût pas causée par un mécontentement général des soldats, qui ont apprécié l'arme en règle générale, mais bien à cause du "Wandering Zero".

#### Le "Wandering Zero"
Bien que très appréciée et que l'objectif de départ soit atteint, le Lee-Enfield N°5 Mk1 "Carbine Jungle" était affecté par le "Wandering Zero". Ce phénomène causait une perte des réglages de l'arme en cours de tir. Il fallait donc re-régler son arme très, très régulièrement, et ce parfois même, en plein combat. Ce défaut fût pris très au sérieux, et les services techniques britanniques, après des batteries de tests, démontrèrent que la responsabilité de ce problème venait du manque de rigidité de l'arme. Ce manque de rigidité, était en fait causé par les nombreuses soustractions de métal qu'effectua l'armée britannique, afin d'alléger l'objet au maximum. Ce problème était d'autant plus aggravé par le cache-flamme, qui impactait la précision des tirs ! C'est ainsi qu'en juillet 1947, les services techniques en virent à la conclusion que le phénomène du "Wandering Zero" était inhérent à la conception de l'arme. La production s'arrêta donc dans la foulée, fin 1947.

#### La carabine australienne Lee-Enfield No 6
Dans les années 1940,  les militaires australiens  ont également pensé à adopter un "carabine de jungle". Ainsi les ingénieurs de la Manufacture d'armes légères de Lithgow ont conçu deux prototypes  qui était basés sur le SMLE Mark III (le Fusil N°4 n'étant pas en service chez les Aussies)  Ceux-ci sont désignés Rifle No6 Mk1 (avec un dioptre) et No6 Mk1/1 (avec une hausse tangentielle). Environ 100 exemplaires de chaque ont été fabriqués, la moitié avec des plaques de couche en laiton et l'autre moitié avec des coussinets de recul en caoutchouc. Sous cette forme, un peu plus d'une livre a été retirée du SMLE standard, et la longueur réduite en a fait un fusil plus maniable. Le besoin australien de ce type de carabine a disparu avec la fin de la Guerre du Pacifique.

#### Le Lee-Enfield N°5 Mk1 "Jungle Carbine", arme de collection
Cette arme fascine les collectionneurs et est relativement appréciée des tireurs. Elle est assez plaisante lors de tirs occasionnels, grâce à son recul puissant. Toutefois, elle ne conviendra pas vraiment à un tireur sportif compétitif, du fait de ses nombreux problèmes de précision.
Collectionneurs attention ! Cette arme étant assez rare et possédant une demande assez forte, de nombreuses « bidouilles » existent, réalisées après 1945 par des armuriers douteux (pour transformer un Lee-Enfield N°4 en Lee-Enfield N°5, il suffit de quelques pièces détachées et de quelques outils !). C'est pourquoi, on conseillera au collectionneur d'acheter et choisir cet objet de collection avec le plus grand soin et à l'aide d'une forte documentation spécialisée (comme par exemple, le numéro 526 de la Gazette des armes, paru en janvier 2020, qui possède un dossier complet sur le sujet).

### La «Jungle Carabine»  au combat
Malgré sa relative faible diffusion et ses défauts, le Lee-Enfield N°5 Mk 1 a connu le feu durant les conflits suivants entre 1944 et 1998 :
- Seconde Guerre mondiale
- Révolution nationale indonésienne
- Guerre de Corée
- État d'urgence en Malaisie
- Conflit armé birman
- Guerre du Vietnam
- Guerre de libération du Bangladesh
- Guerre civile de Bougainville

## Accessoires
- Poignard-baïonnette N°5 Mk1, à lame dite "Bowie". Poignée proche de la baïonnette Pattern 1907.
- Grenade Projector Mk1, associé au Sight Grenade Projector (qui était une alidade de visée), permettait de transformer le fusil en lance-grenade.
- Bretelle dite "Web", en vert foncé ou en toile.
- Housse de protection de culasse.

## Données numériques
« Lee-Enfield N°5 »
- Munition : .303 British (7,7×56mm)[1]
- Mécanisme : Répétition manuelle, verrou pivotant[1]
- Longueur : 100,5 cm< (121,9 cm avec baïonnette No 5 montée)ref name=":0" />
- Longueur du canon : 45,7 cm (50,8 cm avec le cache-flamme)[1]
- Masse à vide : 3,24 kg (ou 3,54 kilos selon les sources)[2],[1]
- Hausse : 800 yards maximum[1]
- Magasin : 10 cartouches[1]
- Nombre de Lee-Enfield N°5 produits : 251 368 unités.

« Lee-Enfield N°6 »
Identiques sauf :
- Longueur : 103,1 cm (146,4 cm avec baïonnette P 1907 montée)
- Longueur du canon : 48,3 cm (53,4 cm avec le cache-flamme)[1]
- Masse à vide : 3,41 kg